# Trouble de la personnalité histrionique
Ne doit pas être confondu avec le Trouble de la personnalité narcissique, où la personne manque d'empathie, pense être la meilleure et veux être reconnue comme meilleure que les autres
 (janvier 2019).
Si vous disposez d'ouvrages ou d'articles de référence ou si vous connaissez des sites web de qualité traitant du thème abordé ici, merci de compléter l'article en donnant les références utiles à sa vérifiabilité et en les liant à la section « Notes et références ».
 Mise en garde médicale
Le trouble de la personnalité histrionique (TPH ; anciennement hystérique) est défini par l'Association américaine de psychiatrie (AAP) comme un trouble de la personnalité caractérisé par un niveau émotionnel et de besoin d'attention exagérés. Le patient est en quête d'attention de la part d'autrui, essaie de se mettre en valeur, de séduire, ou simplement d'attirer le regard ou la compassion. 
Ce trouble semble atteindre majoritairement les femmes et toucher de 1,3 % à 3 % de la population. Quelques études suggèrent qu'il affecte également les deux sexes et que la prédominance féminine mesurée ailleurs résulte de biais statistiques, que les traits associés soient jugés plus fréquents ou au contraire moins normaux chez les femmes. 
Les personnes touchées semblent avoir généralement une intelligence assez singulière, avec une corrélation entre cette instabilité psychologique, ce comportement théâtral, « hystérique » ou d'« histrion », menteur, prétentieux, hypersensible et échafaudant en vaine protection une binarité entre excès de confiance et paranoïa, et un fonctionnement cognitif élevé, subtil, imaginatif, aisément créatif, inventif, dispersé, distrait, influençable par l'extérieur mais à même s'il est régulé de montrer justement des talents non fictifs d'expression d'un regard individuel original sur le monde.

## Critères

### DSM-V
Selon le Manuel diagnostique et statistique des troubles mentaux de l'Association américaine de psychiatrie (AAP), le trouble de la personnalité histrionique (Défini dans le Groupe B) est un mode généralisé de réponse émotionnelle excessive en quête d'attention, représenté par au moins cinq des manifestations suivantes :
- Le sujet est mal à l'aise dans des situations où il n'est pas le centre de l'attention d'autrui ;
- L'interaction avec autrui est souvent caractérisée par un comportement de séduction inadapté ou d'attitude provocante ;
- Son expression émotionnelle est superficielle et instable ;
- Le sujet utilise régulièrement son aspect physique pour attirer l'attention (habillement, poids, taille, en positif ou en négatif, peut relever de manifestations très différentes et avec ou sans aspect extravagant ou séducteur érotique) ;
- La manière de parler est trop subjective et pauvre en détails ;
- Il y a une dramatisation (théâtralisme, exagération du pathos) et une exagération de l'expression émotionnelle ;
- Le sujet fait preuve de suggestibilité : il est facilement influencé par les autres ou par les circonstances, dépendant et opportuniste, profitant d'autrui il peut aussi être assez dominateur ou au contraire soumis et confiant vis-à-vis des autres qui causeraient ses problèmes ou des figures sociales et morales d'autorité, dont les soignants, qui seraient à la hauteur de sa personne ou au-delà parce qu'ils pourraient les résoudre, le sujet, qui souffre d'indécision et d'une motivation troublée, attend qu'autrui résolve ses problèmes, ou encore prenne en réalité les décisions d'agir, les initiatives, ou les responsabilités corollaires de ce pouvoir, et accepte alors de se soumettre à des exigences contrastant apparemment avec sa vanité, il a soif de nouveauté et l'ennui aisé, il est foncièrement et toujours insatisfait par sa logique compétitive et la permanence de son état tout en étant motivé par la recherche de satisfactions, de récompenses souvent immédiates, matérielles ou morales et correspondant à un regard social semblant valider jusqu'à son existence comme par le but le plus décisif pour le faire agir et change souvent de projets, d'emplois comme de rapports avec autrui en les abandonnant ou bâclant et en passant de l'enthousiasme à la critique dont la binarité caractérise sa psychologie, souvent son dynamisme éventuel est trompeur et sans sérieux, repose en cas de succès sur une séduction artificielle et fragile, il est actif ou hyperactif et dispersé, aussi orgueilleux et méprisant que dépendant d'autrui pour se sentir exister, il peut avoir l'impression d'un vide intérieur ou de ne plus être du tout dès que les autres ne se focalisent pas sur ce qu'il est, fait ou dit, il exige souvent un monopole naturel en cassant la réciprocité s'agissant de l'expansion par la parole, ou se ferme par le mutisme ou le chantage affectif[réf. nécessaire]
- En lien avec quoi le sujet a tendance à considérer que ses relations sont plus intimes qu'elles ne le sont en réalité, avec ou sans dimension amicale, amoureuse ou sexuelle, et cherche à créer cette proximité, ou cette illusion, sans la rendre vraie, avec des inconnus, des soignants, des collègues de tous ordres...

### CIM-10
La CIM-10 de l'Organisation mondiale de la santé (OMS) liste les caractéristiques des troubles de la personnalité histrionique. Ils sont caractérisés par au moins trois des éléments suivants : auto-dramatisation, théâtralité, expression exagérée des émotions, suggestibilité (influence facile par autrui ou par les circonstances), affectivité labile et superficielle, recherche continue d'excitation et d'activités dans lesquelles le patient est au centre de l'attention, séduction inappropriée dans l'apparence ou dans le comportement, et importance excessive de son apparence physique.

### Catégories de Millon
Theodore Millon a identifié six sous-types de personnalité histrionique. Toute personne histrionique peut présenter une ou plusieurs des caractéristiques suivantes :
- Histrionique théâtral - particulièrement dramatique, romantique et en quête d'attention,
- Histrionique infantile - y compris les caractéristiques limites (borderline),
- Histrionique hyperactif - synthétise la séduction de l'histrionique avec le niveau d'énergie typique de l'hypomanie,
- Histrionique apaisant - y compris les caractéristiques dépendantes et compulsives,
- Histrionique impétueux - y compris les caractéristiques négativistes (passif-agressif),
- Histrionique antisocial - caractéristiques antisociales.

## Caractéristiques psychopathologiques
Lorsque le patient souffre d’un trouble de personnalité histrionique, il peut tenter d’attirer l’attention par diverses stratégies. La séduction, dramatisation de sa situation et le fait d'essayer d'attendrir son interlocuteur sont des techniques utilisées par les gens ayant ce trouble pour attirer l’attention qu’ils recherchent, le tout parfois de façon dramatique afin de recueillir la compassion de l’entourage. De réels troubles dépressifs caractérisés sont très souvent présents en rapport. Dans quelques cas, le suicide ou la tentative (réelle ou simulée) de celui-ci peuvent être entrepris pour la recherche du regard et du soin plus ou moins positifs et empathiques d'autrui, faisant écho à de réelles souffrances et émotions néfastes aussi intenses qu'instables, et à une prévalence beaucoup plus élevée de ces actes et de l'automutilation qu'en population générale. Le crime, le meurtre par les patients atteints notamment de troubles somatoformes associés (il existe une corrélation) peut, dans des cas rares et extrêmes, être une façon d’attirer l’attention en outrepassant les codes sociaux et moraux jusqu'aux règles et lois fondamentales. L’absence d’intérêt porté sur l’histrionique est vécue comme angoissante par celui-ci. L’égocentrisme est aussi une caractéristique psychopathologique de ce trouble, mais contrairement au narcissisme, qui peut s'y conjuguer (et semble toucher davantage les hommes), l'empathie est possible, tant du moins qu'elle ne nuit pas au fait d'être au centre de l'attention, la sensibilité aux souffrances des autres peut aussi être exacerbée (mais celles que l'on cause ne sont pas autant perçues ou reconnues), les critères de diagnostic différentiel sont l'empathie, le fait d'accepter ou non une façon négative d'attirer l'attention dont la négativité tend à être distanciée ou surmontée et la soumission à des exigences humiliantes le permettant. Les histrioniques veulent de l'admiration mais n'ont pas nécessairement une aussi haute estime d'eux-mêmes et sont très sensibles aux signaux contraires, selon une perception binaire, même si cette importance de l'image de soi concentre aussi orgueil et vanité à la base. Les troubles de la personnalité limite ou dépendante, aussi proches et parfois liés ou mêlés chez les sujets, ainsi qu'à la peur parfois délirante de l'abandon, sont à l'inverse caractérisés par une plus radicale dévalorisation et infériorisation de ses propres capacités, avec toujours une vision très hiérarchique et compétitive à tendance simpliste ou binaire, quel que soit le niveau intellectuel, de son existence et de celle du monde.
Ce trouble provoque aussi une vision altérée du monde causée par l'égocentrisme. L’érotisation de certains comportements sans connotations sexuelles à l’origine peut être une caractéristique des personnes affectées. Les gens en souffrant analysent et perçoivent certains comportements normaux de façon érotique. Les patients souffrant de troubles histrioniques ont souvent des tendances dépressives dues aux déceptions relationnelles vécues, ils ont une basse estime d'eux-mêmes et ils sombrent souvent dans la dépendance à de la drogue et de l’alcool pour surpasser cet inconfort dû aux illusions qu’ils se créent. Les patients atteints de ce trouble veulent souvent renvoyer avec succès d'ailleurs une image confiante d'eux-mêmes aux autres, une confiance qu'ils n'ont pas nécessairement. Ils peuvent sembler charmants ou charismatiques dès le premier contact mais aussi ennuyer, lasser ou décevoir voire énerver parce que les problèmes d'autrui, surtout ceux qu'ils causent en cherchant à attirer l'attention, ne semblent pas les préoccuper. 
La labilité émotionnelle est aussi centrale : les changements d'humeur sont fréquents, les affects ou les émotions sont intenses tout en restant superficiels. Les sujets histrioniques entretiennent une certaine dépendance vis-à-vis d'autrui, leurs relations sentimentales se caractérisent par le besoin de séduction, tout en évitant les relations affectives authentiques. Les changements d'humeur fréquents et la labilité émotionnelle amènent à de véritables crises de nerfs.
L'intolérance aux frustrations et l'hyperactivité émotionnelle sont alors sources de souffrance menant régulièrement à des décompensations dépressives. C'est souvent à ce moment qu'ont lieu les consultations. Celles-ci sont également vécues sur un mode séducteur et théâtral[style à revoir]. Le thérapeute est souvent pris en témoin de la détresse de l'histrionique.
À défaut d'attirer l'attention par la séduction, il se posera en victime, en favorisera l'accès au statut, s'épanchera dans le dénigrement d'autrui, aura des accès de colère intense et versera dans la dramatisation émotionnelle. Ces aspects de son affect sont sa façon, automatique et naturelle, de vivre avec l'entourage. L'histrionique crée des liens affectifs superficiels. Il est à noter que même si son expression est vague, dramatique et manipulatrice, la superficialité imprévisible de ses émotions changeantes, qui peuvent sembler fausses et socialement inadaptées dans leur succession, qu'il s'agisse de bonheur ou de malheur, n'empêche en fait pas du tout la détresse de leur intense réalité. La personne agit le plus souvent ainsi aussi bien envers les hommes que les femmes de tous âges, et sans discernement. Ce trouble interpersonnel est souvent en lien particulier avec la séduction et les sentiments de la vie amoureuse et sexuelle, entre érotisation et superficialité des rapports, tendance à souffrir d'une difficulté accentuée par ses propres comportements y compris dans cette optique autodestructrice à établir et surtout à maintenir de vrais liens intimes, et tendance fictionnelle à l'érotomanie et à penser ses liens sentimentaux ou sociaux comme plus forts que dans la réalité ou à leur attribuer une autre valeur. La séduction inappropriée est fréquente dans ce contexte. 

## Traitements et étiologie
L'histrionique souffre généralement d'un manque d'introspection, d'un besoin de valorisation narcissique de la part d'autrui, d'émotivité excessive et donc d'un manque de rationalisation.
L'objectif thérapeutique principal est donc de rehausser ou d'équilibrer l'image de soi sans la rendre invasive pour soi et les autres, pour le bonheur collectif, tout en apprenant au patient à l'analyser rationnellement ainsi que les situations plutôt qu'intuitivement ou affectivement et de façon trop égoïste, individualiste, hiérarchique et compétitive.
Il existerait un surrisque familial avec un mélange de causes héréditaires et environnementales.